# 岗台村
34°01′27″N 111°02′03″E / 34.02426°N 111.03416°E

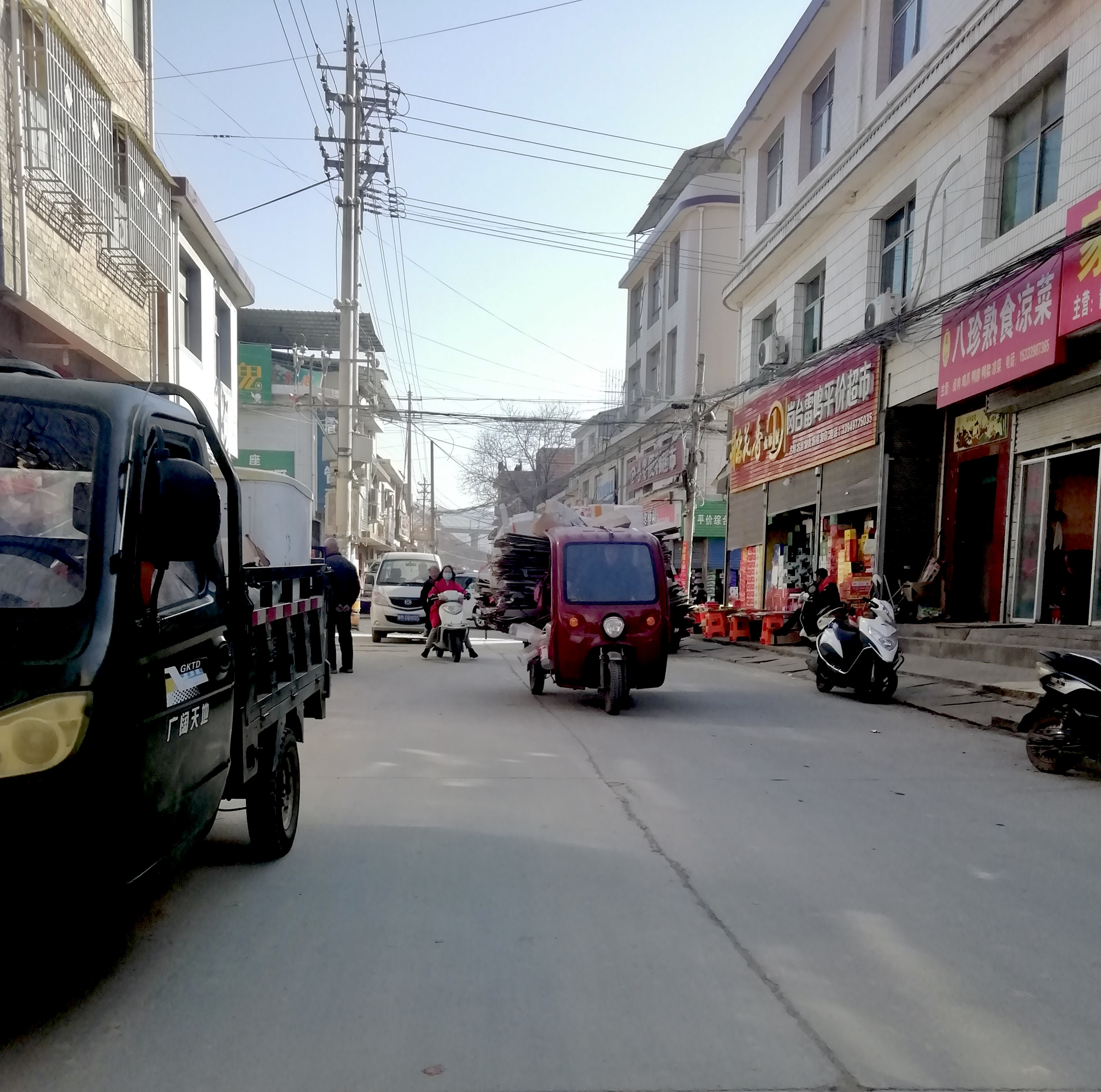
岗台繁华热闹的景象

岗台村是中华人民共和国河南省三门峡市卢氏县横涧乡营子村下轄的一個自然村，明末时期，闯王李自成的军队曾在该地的一处高台上设岗哨，故此地有岗台之称。1934年12月，共产党武装红军第25师西征到达岗台，与驻扎在当地的国民党军队交战，此地今天还有红军长征纪念亭。1996年在纪念红军长征胜利60周年之际，卢氏县委、县政府在岗台设立一座红军长征纪念碑，碑文内容由时任军委副主席刘华清题写。此地有横涧乡第二初级中学。